# Pierrette Boutin
Pour les articles homonymes, voir Boutin.
Pierrette Boutin, née le 4 août 1929 à Marseille et morte le 27 mars 2024 à Aix-en-Provence, est une athlète française, spécialiste du lancer du disque.

## Biographie
Le 5 juin 1960, Pierrette Boutin améliore le record de France du lancer du disque avec la marque de 45,08 m. Ce record sera battu en 1961 par Marthe Bretelle.
Elle est sacrée championne de France du lancer du disque en 1958.